# بایدو خان
بایدو خان (مغولی: Байду хан‎) نوادهٔ هولاکو خان و ششمین شاه ایلخانان در ایران بود. پس از مرگ چهارمین ایلخان مغول برادر او گیخاتو به سلطنت رسید. بایدوخان در مقابل وی سر به شورش برداشت و امرای گیخاتو هم که از او ناخرسندی داشتند او را در صحرای مغان فرو گرفتند و به بایدو تسلیم کردند. بایدو هم به قتل او فرمان داد و خود در همدان به سلطنت نشست. سلطنت بایدو دوام یافت و ضعف نفس خود وی و اعمال نفوذ بدخواهانهٔ امراء مانع از استحکام آن شد. او با شورش غازان پسر ارغون مواجه شد که داعیهٔ فرمانروایی داشت. تلاقی دو سپاه که در حدود مراغه روز داد، به صلح انجامید (رجب ۶۹۴) اما چون امراء غازان، خاصه امیرنوروز، او را دوباره بر ضد بایدو تشویق به لشکرکشی کردند، وی بار دیگر بر ضد ایلخان لشکر به آذربایجان آورد. بایدو که طلب صلح بود، از جنگ خودداری کرد حتی از پیش لشکر غازان گریخت اما در نزدیک نخجوان دستگیر شد و به امر غازان به قتل رسید (ذی‌القعده ۶۹۴) سلطنت او فقط ۸ ماه طول کشید.